# ليثل إينفورسرس 2 : غان فايترز
ليثل إينفورسرس 2 : غان فايترز (بالإنجليزية:Lethal Enforcers II: Gun Fighters) (باليابانية:リーサルエンフォーサーズ２) ، هي لعبة إلكترونية من نوع آركيد وإطلاق النار ، أنتجت من قبل كونامي سنة 1994 في اليابان ، ويعمل على عدة أنظمة ألعاب فيديو ، ومنها : سيجا ميجا درايف وبلاي ستيشن وسيجا سي دي.

## قصة اللعبة
تبدأ اللعبة في أحداث الأمنية الطارئة في الغرب الأمريكي ، عندما سيطر عصابة رعاة البقر على البلدة كاملة ، فيقوم البطل بحمل المسدس أو البندقية لقتل العصابات من قطاع الطرق.
وتتكون من خمس مراحل وهي :
- المصرف . "The Bank Robbery"
- الصالون . "Saloon Showdown"
- محطة روبري . "The Train Robbery"
- أصمد . "The Stage-Holdup"
- المختفي . "The Hide-Out"

## وصلات خارجية
- Lethal Enforcers II: Gunfighters (Genesis version) at جيم فاكس
- Lethal Enforcers II: Gunfighters (Sega CD version) at جيم فاكس
- Lethal Enforcers II: Gunfighters (Arcade version) at جيم فاكس